# MG5
MG5（エムジーファイブ）は、資生堂から発売されている男性用化粧品のブランド。「日本初の本格的男性化粧品ブランド」との位置付けをしており、1963年のブランド誕生以来、今日まで発売され続けている。

## 概要
1963年にモダンなデザインの透明ボトル入りヘアリキッド、ヘアソリッドの2品目で発売開始。それまで男性の一般的な髪型といえばオールバックかリーゼントで、主にポマードかグリースを用い、整髪していたためベタ付くのが難点であった。しかしそんな頃に登場した液体整髪料であるMG5は短髪を七三に分け、さらりと仕上がることから世の男性が待ち望んでいたアイテムとして注目された。
しかし、発売当時のパッケージデザインはインパクトに欠けたため、売り上げは数年で頭打ちとなった。他社製品に対抗するため、多品種を揃えたラインナップへと変更、社内では若手が中心となって企画を練り上げた。マーケティングではイメージを強調する戦略を展開し、ネーミングはイギリス製のスポーツカーMGと「Modern Gentlemen」の頭文字を取って「MG」、「5」は「ベタベタしない」「テカテカ光らない」「ソフトに仕上げる」「栄養を与える」「簡単に洗い落ちる」以上5つの特長を意味している。成功の要因の一つとして印象強いパッケージデザイン、これはアメリカ的な機能主義の精華とも位置づけられるが、西欧の「ギンガムチェック」、日本伝統の「市松模様」にも見受けられる普遍的な配色を基本としながらも黒と銀の大胆な色使いにより、若者の新たなライフスタイルに相応しい、新鮮さ・男らしさ・若々しさをアピールするなど徹底した斬新さを打ち出した。こうして1967年8月、従来「資生堂男性化粧品」と総称されていたヘアケア・スキンケア・フレグランス製品を含め一連の製品を統合、日本初の「本格的男性化粧品」ブランドとしてMG5は生まれ変わる。これらの型破りとも言われるデザインは、当時資生堂の社内上層部でも厳しい反発の声があがったが、今では資生堂の歴史に残るものとなった。
全盛期にはシャンプーやオーデコロンなど、全23種類の製品が存在したが、2023年7月現在はヘアトニック、ヘアリキッド、ヘアクリーム、ヘアスプレー、シェービングクリーム、アフターシェーブローション、スキンクリームの全7種類となっている。ちなみに、以前は、各アイテムの香りは統一されておらず、例えば、ヘアトニックはメントールの効いたやや強めの香り、ヘアリキッドは僅かな甘い香り、アフターシェーブローションはレモンの香りであった。現在は、以前のヘアトニックの香りに統一されている。
また別タイプのブランドとして、1971年にスクエアなデザインの「MG5 ギャラック」が発売されていたが、こちらは1980年代中期に製造中止になった。

## 結果
このMG5の成功劇に伴い、男性用化粧品も女性用化粧品と同じく、単一タイプの製品からトータルタイプのブランドへと変化してゆくことになった。その典型的な例が、丹頂（今のマンダム）から1970年に発売された「マンダム」シリーズである。丹頂は戦前から「丹頂チック」に代表される丹頂の名が冠された製品を多数発売していたが、トータルラインナップとまではいっていなかった。利用者は白い筒型のヘアスチックで髪型を整える前に、薄型瓶の山吹色のヘアトニックで頭皮をマッサージするなどしていた。ちなみに、ヘアトニックはヘアスチックほどの強い香りではない。しかしMG5が登場すると、その斬新なイメージの前に屈すると共に、一時は倒産寸前まで追い込まれたが、1970年に「MANDOM(マンダム)」シリーズを市場へ投入する。チャールズ・ブロンソンを起用し、「う～ん、マンダム」のフレーズで評判を呼ぶと、MG5に奪われたシェアを奪回すると共に、また数年後にはカネボウが、琥珀色の香り(スパイシーフレグランス)のCMで知名度を上げたスクエアボトルの「VALCAN(ヴァルカン)」、ナポレオンのイメージマーク入り黒いボトル(遮光ボトル)の「EROICA(エロイカ)」、次いで1976年に柑橘系の緑のボトル「EROICA Valiant(エロイカヴァリアント)」、高級化粧品でブランデーボトルふうの「TEMJIN(テムジン)」シリーズを投入することになるが、これ以前から理髪店などで「DANDY MARK III(ダンディーマークスリー)」が使われていた。以後男性用化粧品は資生堂、マンダム、カネボウによる三つ巴の本格的な競争へと突入する。ちなみに、他社同様、資生堂も価格グレード順にシトラス系・ストロングスパイシー系「BRAVAS(ブラバス)・BRAVAS BASKY(ブラバスバスキー)」、スイートシトラス系「VINTAGE(ヴィンテージ)」、ウッディーノートの「LOADS(ロードス)」を投入し、1970年後半に白いキューブ型陶器ボトルを特徴とするすずらんの香りの高級化粧品「TACTICS(タクティクス)」（ちなみに同時に女性用化粧品「INUIインウイ」が発売された）、1980年代に微香性をうたったややケミカルな香りの「AUSLASE(アウスレーゼ)」など世代に順じたブランドシリーズを開発してゆくことになる。
1994年、「日本パッケージデザイナー協会｣が会員に対し行ったアンケートによると「最も心に残るパッケージ」に「MG5」は群を抜いて1位の栄冠に輝いた、時代を経ても色褪せない感性価値を備えたデザインでもあった

## 広告・CMなど
当時放映されたCMや広告はジェリー伊藤、中山仁と受け継がれ、三代目の団時朗によって爆発的な人気商品となった（この後マックスファクターがファクターフォーメンと称し福澤幸雄、続いて蟇目良、また1970年にはカネボウ化粧品がエロイカに森富雄を起用し追随した）。キャッチフレーズは「威張って使おう」。後に草刈正雄、加納竜等、当時の人気俳優を起用したCMも制作され、大滝詠一がCMソングを手がけたことで知られる。
また、当時整髪料ではライバルであるライオン歯磨（現・ライオン）が1社提供していた『吉田拓郎 バイタリスフォーク・ビレッジ』というニッポン放送をはじめとするNRN基幹局向けネット番組において、RCサクセションリーダーの忌野清志郎に、吉田が「普段の整髪料は何を使ってますか?」と問うと、本来はライオン歯磨or油脂製のヘアケア製品（バイタリスorエメロンなど）を述べなければならないところを「MG5」と発言し、ライオン歯磨関係者から抗議を受けた「MG5事件」があった。ただ、その箇所は録音放送であった故に、編集でカットされている。

## 関連文献
- 前田和男・資生堂企業文化部『MG5物語』求龍堂、2000年